# Liste Swadesh du gascon landais
Liste Swadesh de 207 mots en français et en gascon landais.

## Présentation
Développée par le linguiste Morris Swadesh comme outil d'étude de l'évolution des langues, elle correspond à un vocabulaire de base censé se retrouver dans toutes les langues. Il en existe diverses versions, notamment :
- une version complète de 207 mots, dont certains ne se retrouvent pas dans tous les environnements (elle contient par exemple serpent et neige),
- une version réduite de 100 mots.

Il ne faut pas considérer cette liste de mots comme un lexique élémentaire permettant de communiquer avec les locuteurs de la langue considérée. Son seul but est de fournir une ouverture sur la langue, en en présentant des bases lexicales et si possible phonétiques.
Le gascon comprend un ensemble de parlers, parmi lesquels il est possible de définir des sous-ensembles, variétés ou dialectes : gascons maritime ou landais (alias parla negue), béarnais, bigourdan, ... Des traits communs caractéristiques du gascon leur sont communs, comme l'usage du que énonciatif au début de toute phrase déclarative, mais les mots de cette liste Swadesh du gascon landais ne sont pas forcément communs à tous les locuteurs gascons. 
Le dictionnaire du béarnais et du gascon modernes de Simin Palay utilise la graphie félibréenne ou moderne et couvre l'ensemble du domaine gascon.
L'orthographe dans cette liste de mots (gascon landais) se réfère à la graphie moderne utilisée par le dictionnaire gascon-français de Vincent Foix, consacré aux parlers et écrits des Landes, notamment de Chalosse.  
Les graphèmes "o" et "ou" ont le même son respectif qu'en français. La lettre "v" est remplacée par "b" (même son). La voyelle finale atone est écrite "e".

## Liste
Note : le remplissage de la liste n'est pas encore achevé
| No  | français                  | gascon (landais) gascou (landés)  |
| 1   | je                        | you                               |
| 2   | tu, vous (formel)         | te, tu                            |
| 3   | il                        | e                                 |
| 4   | nous                      |                                   |
| 5   | vous (pluriel)            | pe, p'                            |
| 6   | ils                       |                                   |
| 7   | ceci, celui-ci            | éc, aques                         |
| 8   | cela, celui-là            | éc, acet, aquet                   |
| 9   | ici                       | acen, aci, ci, ensa               |
| 10  | là                        | acera, aquen, aqui, qui           |
| 11  | qui                       | que, qui, oun                     |
| 12  | quoi                      | que                               |
| 13  | où                        | oun                               |
| 14  | quand                     | couan                             |
| 15  | comment                   | qugn, qugnemen                    |
| 16  | ne ... pas                | nou                               |
| 17  | tout                      | tout                              |
| 18  | beaucoup                  | dehét, hère, hort, rede           |
| 19  | quelques                  | cauque, couque, quoque            |
| 20  | peu                       | chic, pauc                        |
| 21  | autre                     | altère, aut                       |
| 22  | un                        | un                                |
| 23  | deux                      | dus                               |
| 24  | trois                     | très                              |
| 25  | quatre                    | couate                            |
| 26  | cinq                      | cin, cinq                         |
| 27  | grand                     | calibran, gran                    |
| 28  | long                      | loun, loundaynou                  |
| 29  | large                     | larye                             |
| 30  | épais                     | bourrut, espes, trouchut          |
| 31  | lourd                     | lourt, marroc, pachoc             |
| 32  | petit                     | petit, pechiu, chicoï, chinoun    |
| 33  | court                     | brac, court                       |
| 34  | étroit                    | estrèt                            |
| 35  | mince                     | escarpit, eslindrat, prim         |
| 36  | femme                     | hemne                             |
| 37  | homme (mâle adulte)       | omi                               |
| 38  | homme (être humain)       |                                   |
| 39  | enfant                    | méïnatye, gouyatoun,              |
| 40  | femme (épouse)            | coumpagne, espouse, hemne, moulhè |
| 41  | mari                      | marit, omi                        |
| 42  | mère                      | may, maï                          |
| 43  | père                      | pay, paï                          |
| 44  | animal                    | animaut, bèsti                    |
| 45  | poisson                   | pech, (de mer) mirte              |
| 46  | oiseau                    | ausèt, ayèt, ousèt                |
| 47  | chien                     | can (cagne)                       |
| 48  | pou                       | gnocou, pedoulh, pourin           |
| 49  | serpent                   | serpén, obre-can                  |
| 50  | ver                       | bérmi                             |
| 51  | arbre                     | arplou                            |
| 52  | forêt                     | hourès                            |
| 53  | bâton                     | barrot, bastoun, bergat           |
| 54  | fruit                     | fruït, ruïte                      |
| 55  | graine                    | gragne, gran                      |
| 56  | feuille (d'un végétal)    | arrame, brouste, houelhe          |
| 57  | racine                    | arrasic, arredit, trouch          |
| 58  | écorce                    | escorce, pèt                      |
| 59  | fleur                     | flou, plumioun                    |
| 60  | herbe                     | èrbe, pasture                     |
| 61  | corde                     | corde                             |
| 62  | peau                      | pelhe, pèt                        |
| 63  | viande                    | biande                            |
| 64  | sang                      | san                               |
| 65  | os                        | os                                |
| 66  | graisse                   | grache, grèche                    |
| 67  | œuf                       | gouéù                             |
| 68  | corne                     | corn, corne                       |
| 69  | queue (d'un animal)       | coude, coudrilhe                  |
| 70  | plume (d'un oiseau)       | plume, plumatye                   |
| 71  | cheveux                   | péù                               |
| 72  | tête                      | cap, téste                        |
| 73  | oreille                   | aùrelhe, ourèlhe                  |
| 74  | œil                       | gouelh                            |
| 75  | nez                       | nas                               |
| 76  | bouche                    | bouque                            |
| 77  | dent                      | dén, gnarre                       |
| 78  | langue (organe)           | léncou                            |
| 79  | ongle                     | arpe, uncle, urpe                 |
| 80  | pied                      | pè                                |
| 81  | jambe                     | came, quilhe                      |
| 82  | genou                     | youlh, youlhe                     |
| 83  | main                      | man                               |
| 84  | aile                      | ale                               |
| 85  | ventre                    | bente                             |
| 86  | entrailles, intestins     | budét, tripe                      |
| 87  | cou                       | cot                               |
| 88  | dos                       | arrégne, esqui                    |
| 89  | poitrine                  | cofre, potrine                    |
| 90  | cœur (organe)             | co                                |
| 91  | foie                      | hitye, liù                        |
| 92  | boire                     | bèbe, boutelha                    |
| 93  | manger                    | bourruca, minya, tasta            |
| 94  | mordre                    | gnaca                             |
| 95  | sucer                     | chincha, chuca                    |
| 96  | cracher                   | cracha, escoupi                   |
| 97  | vomir                     | esgoumirra, desgourya, desgula    |
| 98  | souffler                  | bouha                             |
| 99  | respirer                  | trasi                             |
| 100 | rire                      | arríde, harpalha                  |
| 101 | voir                      | bède                              |
| 102 | entendre                  | aùdi, entène                      |
| 103 | savoir                    | sabe                              |
| 104 | penser                    | pensa                             |
| 105 | sentir (odorat)           | senti                             |
| 106 | craindre                  | cragne, trembla                   |
| 107 | dormir                    | droumi                            |
| 108 | vivre                     | bibe                              |
| 109 | mourir                    | defunta, mouri                    |
| 110 | tuer                      | aùsci, trenca, tuùa               |
| 111 | se battre                 | esgandi-s, pataca, peleya-s       |
| 112 | chasser (le gibier)       | cassa                             |
| 113 | frapper                   | bourra, bumpa, mata, truca        |
| 114 | couper                    | coupa, escarcalha, talha, trenca  |
| 115 | fendre                    | hène                              |
| 116 | poignarder                | coutéleya                         |
| 117 | gratter                   | grata, escarpita, espernica       |
| 118 | creuser                   |                                   |
| 119 | nager                     | nada                              |
| 120 | voler (dans l'air)        | boula                             |
| 121 | marcher                   | marcha                            |
| 122 | venir                     | biene, bine                       |
| 123 | s'étendre, être étendu    | acouca-s, estanfla-s, estenifla-s |
| 124 | s'asseoir, être assis     | assède-s, sède-s                  |
| 125 | se lever, se tenir debout | capsa                             |
| 126 | tourner (intransitif)     | bara, toura                       |
| 127 | tomber                    | case, clachi, toumba,espatraca-s  |
| 128 | donner                    | balha, da                         |
| 129 | tenir                     | tiene                             |
| 130 | serrer, presser           | sarra, prème                      |
| 131 | frotter                   | freta, roubi                      |
| 132 | laver                     | laba                              |
| 133 | essuyer                   |                                   |
| 134 | tirer                     |                                   |
| 135 | pousser                   |                                   |
| 136 | jeter, lancer             |                                   |
| 137 | lier                      | liga                              |
| 138 | coudre                    | coustura                          |
| 139 | compter                   | carcula, counda                   |
| 140 | dire                      | dise                              |
| 141 | chanter                   | canta                             |
| 142 | jouer (s'amuser)          | youga                             |
| 143 | flotter                   | nada                              |
| 144 | couler (liquide)          | coula                             |
| 145 | geler                     | tourra, yela                      |
| 146 | gonfler (intransitif)     | isla                              |
| 147 | soleil                    | sou                               |
| 148 | lune                      | lu, luùe                          |
| 149 | étoile                    | estele                            |
| 150 | eau                       | aïgue                             |
| 151 | pluie                     | pluye                             |
| 152 | rivière                   | arribère                          |
| 153 | lac                       |                                   |
| 154 | mer                       | ma                                |
| 155 | sel                       | saù                               |
| 156 | pierre                    | péïre, péyre                      |
| 157 | sable                     | sable                             |
| 158 | poussière                 | poussière, proubalhe, proube      |
| 159 | terre (sol)               | tèrre                             |
| 160 | nuage                     | nuatye, trum,crum                 |
| 161 | brouillard                | broulhart                         |
| 162 | ciel                      | céù                               |
| 163 | vent                      | bén, èrt                          |
| 164 | neige                     | néù                               |
| 165 | glace                     | arralhe, glas, tourroulh          |
| 166 | fumée                     | hum                               |
| 167 | feu                       | houec                             |
| 168 | cendre                    | brase, cendres                    |
| 169 | brûler (intransitif)      |                                   |
| 170 | route                     | camin, route                      |
| 171 | montagne                  | mountagne                         |
| 172 | rouge                     | esrouyéù, rouye                   |
| 173 | vert                      | berdiù, bert                      |
| 174 | jaune                     | yaùne                             |
| 175 | blanc                     | blan                              |
| 176 | noir                      | negue                             |
| 177 | nuit                      | neït, noueït                      |
| 178 | jour                      | di, die, yourn                    |
| 179 | an, année                 | an                                |
| 180 | chaud (température)       | caùt                              |
| 181 | froid (température)       | ret                               |
| 182 | plein                     | pleï                              |
| 183 | nouveau                   | naù                               |
| 184 | vieux                     | bièc, bielh                       |
| 185 | bon                       | boun                              |
| 186 | mauvais                   | canalhe, machan, maù              |
| 187 | pourri                    | pouïrit                           |
| 188 | sale                      |                                   |
| 189 | droit (rectiligne)        | dret                              |
| 190 | rond                      | redoun, roun                      |
| 191 | tranchant                 | talh, tranchan                    |
| 192 | émoussé                   | bouc, esmoutchat                  |
| 193 | lisse                     | lis                               |
| 194 | mouillé, humide           | aïgat, moulhat                    |
| 195 | sec                       | eschuc, sec, sequiù               |
| 196 | juste, correct            | yuste                             |
| 197 | près                      | près                              |
| 198 | loin                      | hens, louegn                      |
| 199 | droite                    | drete                             |
| 200 | gauche                    | esquérre, gaùch                   |
| 201 | à                         | à                                 |
| 202 | dans                      | den, hens, en                     |
| 203 | avec (ensemble)           | ab, d'ab, dab                     |
| 204 | et                        | é, y                              |
| 205 | si (condition)            | se                                |
| 206 | parce que                 | pércé, pramoun                    |
| 207 | nom                       | nom, noum                         |